# La guerra de los sostenes

La guerra de los sostenes es una película cómica de 1976, dirigida por Gerardo Sofovich y protagonizada por un gran elenco, entre ellos, Tristán, Juan Carlos Calabró, Javier Portales, Gogó Andreu,  Mariquita Gallegos, Carmen Barbieri, Adriana Aguirre y las hermanas Norma Pons y Mimí Pons.
El filme fue estrenado el 30 de septiembre de 1976 en el Teatro Sarmiento.

## Sinopsis
Divertida comedia llena de enredos, con las picarescas ocurrencias de Tristán, y la intervención de actores de primera línea en esa época. Todo se origina en el ambiente del trabajo, la oficina y la noche, donde las situaciones más picarescas tienen lugar.

## Elenco
- Juan Carlos Calabró ...Juan Carlos Azcárate
- Tristán ..................... Tristán
- Gogó Andreu ............ Guillermo Azcárate
- Mariquita Gallegos...... Clotilde Márquez
- Mimí Pons ..................Lucy Guzmán
- Norma Pons .............. Zulema Guzmán, gerente general empresa de Marquez
- Rey Charol..............embajador de Umumba
- Noemí Ceratto ........secretaria de Azcárate
- Adriana Aguirre ........... Laura
- Santiago Bal ..... Dr. Marcelo Echenause
- Javier Portales ........... Sambronio, gerente empresa de Azcarate
- Guadalupe
- Naanim Timoyko.....secretaria embajador de Umumba
- Alberto Irízar............Joaquin, portero gallego
- Guillermo Brizuela Méndez ...golfista amigo de Azcarate
- Aláa...........................coronel Jennifer Toro
- Antoine .................... teniente Karachí
- Agó Franzetti.........empleada oficina de Azcarate
- Alfonso Pícaro.......policía
- Susana Gilart
- Hugo Mujica
- Selva Mayo
- Vicente Quintana....vecino de la embajada
- Carmen Barbieri
- Miket Squar
- Mario Savino.........Carmelo, portero
- Cristina Molina
- Coco Fosati
- Rita Galeano
- Oscar Ingro
- Jorge Marcheggiani
- Buryua Rey..............principal
- Rafael Chumbita
- Romina Mur
- Adriana Forte
- Stella Morresi
- Eduardo Ayala
- Lelio Leser
- Juan C. Sambuceti...agregado aeronáutico de Suecia